# Commander-in-Chief, India
Pendant la période du règne de la Compagnie en Inde et dans le Raj britannique, le commandant en chef de l'Inde (« Commander-in-Chief, India » en anglais) était le commandant suprême de l'armée indienne britannique. Le commandant en chef et la plupart de son état-major étaient basés au GHQ India et assuraient la liaison avec le gouverneur général de l'Inde. À la suite de la partition de l'Inde en 1947 et à la création des dominions indépendants de l'Inde et du Pakistan, le poste a été aboli. Il fut brièvement remplacé par le poste de commandant suprême de l'Inde et du Pakistan avant que le rôle ne soit aboli en novembre 1948. Par la suite, le rôle de commandant en chef fut fusionné avec les bureaux des commandants en chef de l'armée indienne indépendante et de l'armée pakistanaise, respectivement, avant de faire partie du bureau du président de l'Inde à partir de 1950 et du président du Pakistan à partir de 1956.
Avant l'indépendance, la résidence officielle était la Flagstaff House, qui devint plus tard la résidence du premier Premier ministre de l'Inde ; étant aujourd'hui un musée.